# Sverre Hassel
Sverre Helge Hassel (død 30. juli 1876 i Oslo, død 6. juni 1928) var en norsk polarforsker og en af de første fem til at nå Sydpolen.
Hassel drog til søs i en tidlig alder. I årene 1898-1902 deltog Hassel på den anden "Fram"-ekspedition under ledelse af Otto Sverdrup. Det oprindelige mål var, at de skulle forsøge at sejle rundt om Grønland via Baffinbugten, men i stedet udforskede de nyt land i det nordlige Canada, blandt andet Ellesmere ø og Sverdrupøerne.
Sammen med Helmer Hanssen blev Hassel udvalgt som dreven slædefører til Roald Amundsens Sydpolsekspedition 1910-1912. Hassel var en af de fem første til at nå Sydpolen den 14. december 1911 sammen med Amundsen, Hanssen, Olav Bjaaland og Oscar Wisting.
Da Hassel blev ældre, flyttede han til Grimstad og arbejdede der som toldbestyrer. Sverre Hassel døde i 1928, mens han var på besøg hos sin gamle ven Roald Amundsen.
Hassel blev tildelt Sydpolsmedaljen.
|  |  |